# SquirrelMail
Pour les articles homonymes, voir Squirrel.
SquirrelMail est un webmail (c'est-à-dire une interface web pour consulter son courrier électronique), développé par Luke et Nathan Ehresman, écrit en PHP 4. 
Il supporte les protocoles IMAP et SMTP, et toutes les pages créées le sont en pur HTML (sans aucun JavaScript), ceci afin d'être compatible avec le maximum de navigateurs.
Son objectif est de fournir une compatibilité optimale pour se rendre aussi accessible que possible.